# La Demoiselle aux lupins
Pour les articles homonymes, voir Rumphius et Lupin (homonymie).
 (octobre 2014).
La Demoiselle aux lupins (Miss Rumphius) est un album illustré pour enfants écrit et illustré par Barbara Cooney (en). Publié en novembre 1982, il dépeint l'histoire fictive de la vie d'Alice Rumphius, une femme qui cherche un moyen de rendre le monde plus beau et le trouve en plantant des lupins dans la nature. Le livre est particulièrement populaire dans la littérature jeunesse anglo-saxonne.

## Récompense et reconnaissance
Barbara Cooney a partagé, avec William Steig pour Doctor De Soto (en), le National Book Award for Young People's Literature (en) 1983 dans une catégorie. En 2007, un sondage en ligne, la National Education Association a reconnu le livre comme l'un des 100 livres pour les enfants d'après les enseignants. Il est de plus l'un des 100 livres imagés d'après un sondage du School Library Journal en 2012.

## Adaptation
En 2000, le lire a été adapté par Sarah Kerruish en film de 18 minutes.